# ATP Nizza 1989
L'ATP Nizza 1989 è stato un torneo di tennis giocato sulla terra rossa. È stata la 18ª edizione del torneo, che fa parte del Nabisco Grand Prix 1989. Si è giocato a Nizza in Francia dal 17 al 23 aprile 1989.

## Campioni

### Singolare maschile
Andrej Česnokov ha battuto in finale  Jérôme Potier con il punteggio di 6–4, 6–4

### Doppio maschile
Ricki Osterthun /  Udo Riglewski hanno battuto in finale  Heinz Günthardt /  Balázs Taróczy con il punteggio di 7–6, 6–7, 6–1